# Dark metal
Dark metal là một nhánh con của heavy metal ảnh hưởng từ doom metal, gothic metal, black metal và death metal. Cụm từ này bắt nguồn từ album đầu tay Dark Metal của ban nhạc Bethlehem của Đức và phổ biến trong suốt những năm cuối 1990 bởi những ban nhạc chơi loại nhạc hoàn toàn không mang nét đặc trưng của các thể loại trên và các nhánh con riêng biệt của chúng. Theo NME, "dark metal" được giải thích rộng rãi là "extreme metal với nhiều chất tối tăm của gothic và những âm thanh ambient."
Đặc biệt nhóm văn hóa black metal có một luật cứng nhắc về "sự trung thực", nó có khuynh hướng sử dụng cụm từ dark metal cho những bạn nhạc rời quá xa về âm nhạc và/hoặc tư tưởng của black metal hoặc chỉ chịu ảnh hưởng một phần từ black metal, như Cradle of Filth , sau đó là Rotting Christ "có cả gothic và tất nhiên những yếu tố của heavy metal thắt chặt với nhau"  hoặc sau này là Dimmu Borgir.
Vì dark metal không hoàn toàn được định nghĩa về tư tưởng và lyric, nên không tồn tại những đặc điểm nhận dạng về chủ đề của dark metal, chỉ là một nhóm không chặt chẽ các ban nhạc.

## Danh sách những ban nhạc nổi tiếng
- Aeternus
- Agalloch[5][6][7]
- Agathodaimon[8]
- Bethlehem
- Cradle of Filth[2][3]
- Dawn of Relic
- Dornenreich[9][10]
- Eisregen[11][12][13]
- Graveworm[14][15]
- Katatonia[16][17]
- Moonspell[18]
- Rotting Christ[1][4][19]
- Samael
- Samsas Traum[20]
- Siebenbürgen[21]
- Throes of Dawn